# 2-8-8-8-4

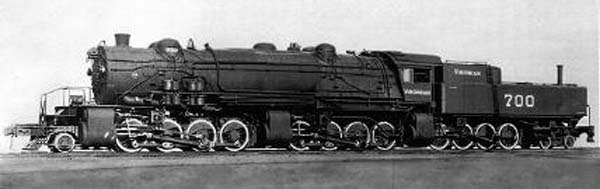
La única locomotora 2-8-8-8-4

Sistema de ruedas 2-8-8-8-4

Bajo la notación Whyte para clasificar las locomotoras de vapor, una 2-8-8-8-4 tenía dos ruedas de guía adelante, tres juegos de ocho ruedas tractoras, y cuatro ruedas portantes atrás.
Otras clasificaciones equivalentes son:

- Clasificación UIC: 1DDD2 (también conocida como clasificación alemana y clasificación italiana)
- Clasificación francesa: 140+040+042
- Clasificación turca: 45+44+46
- Clasificación suiza: 4/5+4/4+4/6

Solo una 2-8-8-8-4 tipo Mallet fue construida, para el Virginian Railway en 1916. Fabricada por Baldwin Locomotive Works, se convirtió en el único ejemplar de su clase, la XA, llamada así debido a la naturaleza experimental de la locomotora. Al igual que las grandes máquinas eléctricas articuladas y las 2-8-8-8-2 del Erie Railroad, fue apodada "Triplex".
Una visión general de la ingeniería de la Triplex se encuentra en 2-8-8-8-2.
La XA no podía sostener una velocidad mayor a 8 km/h debido a que sus seis cilindros podían consumir fácilmente más vapor que el que la caldera podía generar. El ténder tenía atrás un boje de cuatro ruedas para ayudar a guiar la locomotora en las curvas cuando regresaba marcha atrás, luego de empujar un tren al otro lado de la colina.
El XA fue devuelta a Baldwin en 1920 y fue reconstruida en dos locomotoras, una 2-8-8-0 y una 2-8-2. Al contrario que sus progenitoras, las cuales estuvieron en servicio solo unos pocos años, estas dos locomotoras se mantuvieron en uso hasta 1953.